# Sant Hilari Sacalm
Sant Hilari Sacalm è un comune spagnolo di 5 036 abitanti situato nella comunità autonoma della Catalogna.